# Duc de l'Índia
El duc de l'Índia (Bubo bengalensis) és una espècie d'ocell de la família dels estrígids (Strigidae). Habita el subcontinent indi. El seu estat de conservació es considera de risc mínim.
També ha estat considerat una subespècie de Bubo bubo fins als treballs de König et al (1999).

## Descripció
- Fa entre 50 i 56 cm de llargària.

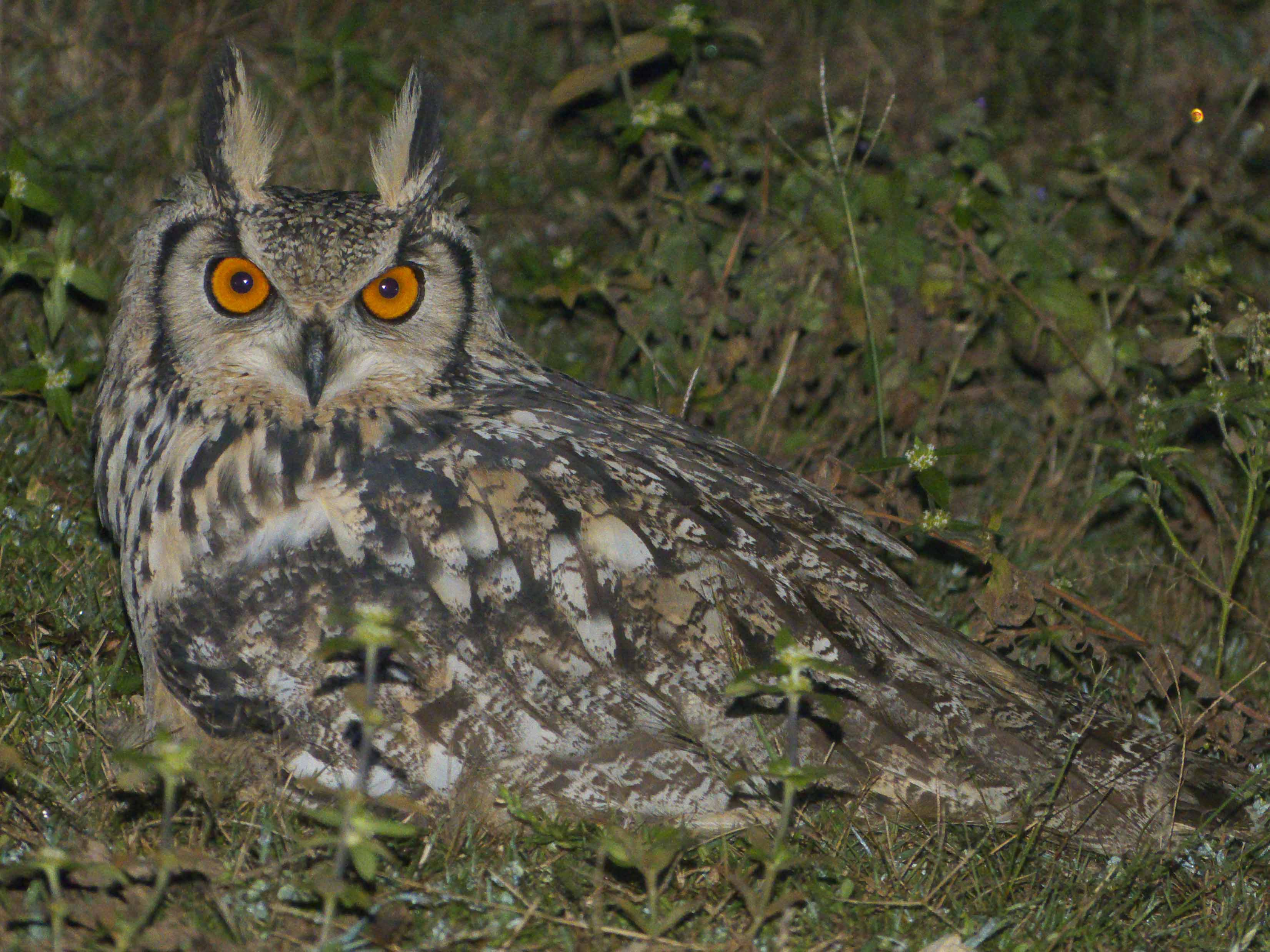

- Les ales del mascle fan 364-390 mm de longitud i les de la femella 375-425.
- El mascle pot arribar a fer 1.100 g de pes.
- Presenta el disc facial de color marró lleonat amb una vora negrosa prominent, el front marró amb petites taques negroses, els ulls de grocs ataronjats a vermell acarabassats, la barbeta i la gola blanques, les espatlles amb una franja de color blanquinós, les ales i la cua amb plomes marrons i una franja marró negrosa, la part superior del pit amb petites ratlles fosques, les potes i els dits amb plomes (encara que les articulacions exteriors són nues) i les urpes de color negre fosc.[8]

## Reproducció
L'aparellament té lloc entre el novembre i l'abril. La femella pon 3-4 ous blancs en un clot a terra, a la vora d'un penya-segat o sota l'abric d'un arbust a nivell del terra. Els ous es desclouen al cap de 33 dies i els pollets depenen de llurs pares durant gairebé sis mesos. El niu és reutilitzat cada any.

## Alimentació
Es nodreix de rates i ratolins, aus fins a la mida d'un paó, rèptils, granotes, crancs i insectes de grans dimensions.

## Hàbitat
Viu als turons rocallosos amb arbustos, barrancs, àrees semidesèrtiques amb roques i arbustos, etc. També és conegut per habitar horts plantats de mangos a prop dels assentaments humans.

## Distribució geogràfica
Es troba a Àsia: el Pakistan, l'Índia (com ara, Assam), el Nepal, Myanmar i Bangladesh -esporàdicament-, incloent-hi el Caixmir i l'Himàlaia occidental.

## Costums
En general, és nocturn i vola amb un aleteig lent i a prop del terra. Els adults, a l'hora de protegir els polls, recorren amb freqüència a tàctiques de distracció (com ara, simular una lesió alar).

## Amenaces
Aquesta espècie s'associa, a nivell local, amb un reguitzell de supersticions, ja que, igual que molts altres rapinyaires grossos, es considera una au de mal averany. Així, per exemple, n'hi ha qui creu que el seu cant des de dalt d'un habitatge presagia la mort del seu ocupant. La creença en aquesta mena de supersticions ha donat lloc a la seua persecució en moltes àrees de la seua distribució per part de caçadors tribals. La seua captura és il·legal, però tot i així hi ha un mercat clandestí fornit per la caça furtiva.